# Erodium hendrikii
Erodium hendrikii är en näveväxtart som beskrevs av K. Alpinar. Erodium hendrikii ingår i släktet skatnävor, och familjen näveväxter. Inga underarter finns listade i Catalogue of Life.